# 暗戰2
《暗戰2》是2001年由杜琪峰、 罗永昌執導的香港電影，為《暗戰》的續集。劉青雲繼續飾演警察談判組談判專家何尚生，對手為鄭伊健飾演的神秘罪犯，兩人展開了一場鬥智鬥膽的遊戲。

## 演員
| 演员   | 角色          | 备注 |
| 劉青雲 | 何尚生        | 官階高級督察，與魔術師鬥智鬥力，但最終仍沒抓到魔術師                                                     |
| 鄭伊健 | 魔術師        | 劫富濟貧的國際罪犯，戲耍智鬥何尚生單純為了好玩，最後把從保險公司詐來的錢全數捐給第三世界後不知所終       |
| 林熙蕾 | 朱麗花/Teresa | 保險公司負責人，討厭自己俗氣的本名，所以平時都以英文對談避免提到自己的中文名                             |
| 許紹雄 | 黃啟法        | 官階警司，何尚生上司。無能又自以為是的廢柴，常搞砸事情                                                   |
| 林雪   | 陳勁威        | 原為談判專家 ，被魔術師戲耍崩潰而流落街頭，最後被魔術師開導而不再執著                                            |
| 黃卓玲 | 總警司        | 何尚生與黃啟法的上司，因何尚生對陣魔術師屢屢失敗而將何尚生停職，最後法外開恩讓停職的何尚生放手追捕魔術師 |
| 丁雲山 | Sean          | 保險公司高層，全程都以英文交談而被黃啟法譏為假洋鬼子                                                     |
| 麥詠麟 | 保險公司高層  | |
| 羅永昌 |               | |
| 劉浩良 | 警察          | |

## 獎項
| 頒獎典禮                  | 獎項         | 名單           | 結果 |
| ------------------------- | ------------ | -------------- | ---- |
| 第39屆金馬獎              | 最佳剪輯     | 羅永昌、邱志偉 | 獲獎 |
| 第39屆金馬獎              | 最佳攝影     | 鄭兆強         | 提名 |
| 第39屆金馬獎              | 最佳動作設計 | 孟龍           | 獲獎 |
| 第39屆金馬獎              | 最佳音效     | 卓保怡         | 提名 |
| 第39屆金馬獎              | 最佳視覺效果 | 馬文現         | 提名 |
| 第8屆香港電影評論學會大獎 | 最佳導演     | 杜琪峰、羅永昌 | 提名 |
| 第8屆香港電影評論學會大獎 | 推薦電影     | 暗戰2          | 獲獎 |

## 播放時間
| 香港 ViuTV 星期日 12:30－14:45 節目 | 香港 ViuTV 星期日 12:30－14:45 節目            | 香港 ViuTV 星期日 12:30－14:45 節目 |
| ----------------------------------- | ---------------------------------------------- | ----------------------------------- |
|                                     | （2021年12月26日）                             |                                     |
| 午間新聞 （2021年12月26日）         | Girl's Talk - Cooking Girls （2021年12月26日） |                                     |

## 外部連結
- 開眼電影網上《談判專家２》的資料（繁體中文）
- 豆瓣电影上《暗戰2》的資料 （简体中文）
- 时光网上《暗戰2》的資料（简体中文）
- AllMovie上《暗戰2》的资料（英文）
- 爛番茄上《暗戰2》的資料（英文）
- 香港影庫上《暗戰2》的資料（繁體中文）
- 互联网电影数据库（IMDb）上《暗戰2》的资料（英文）